# Xylocopa apicalis
Xylocopa apicalis är en biart som beskrevs av Smith 1854. Xylocopa apicalis ingår i släktet snickarbin, och familjen långtungebin. Inga underarter finns listade i Catalogue of Life.